# Übel Blatt
Übel Blatt (яп. ユーベルブラット Юбэру Буратто, «Клинок зла» с немецкого) — манга в жанре сэйнэн, созданная Сионо Этородзи. Отдельные главы выпускались в журнале Young Gangan с 2004 по 2010 годы, с 2011 до 2019 года произведение выходило в журнале Big GanGan. Манга официально издавалась на французском языке и вошла в список бестселлеров во Франции, заняв 11 место, а также получила премию Japan Expo, как лучшее сэйнэн-произведение 2008 года. Танкобонами манга печаталась с 2005 года в Японии, с 2007 во Франции, с 2009 в Италии и с 2014 в США от Yen Press. В 2024 году Pony Canyon анонсировала одноимённое аниме, премьера которого состоялась 10 января 2025 года на Tokyo MX и 11 января эксклюзивно на Prime Video.

## О манге
Вдохновением для создания мира Übel Blatt послужила книга о Священной Римской империи. То, что действия происходят на территории Германии, является совпадением. Наименования глав, имена персонажей, названия территорий даны на немецком языке. Также большое влияние оказали манга «Берсерк» и серия Final Fantasy.
Первые главы нулевого тома появились в 2004 году и являлись, по словам автора, пробными выпусками для проверки заинтересованности читателей. Встречены они были благосклонно, и в 2005 году манга начала издаваться Square Enix. Японские продажи до 2010 года были существенно ниже заграничных, поскольку популярность у европейцев оказалась выше. 11 том увидел свет 9 февраля 2012 года, после почти двухлетнего перерыва, одновременно в Японии, Франции и Италии. Издатели запустили акцию по борьбе с пиратством в Европе.

## Сюжет
20 лет назад земли Империи подверглись нападению орд могущественной расы тьмы, прорвавшей магический барьер на границе. Чтобы закрыть прореху в барьере, Император отправил 14 воинов с миссией и «святыми копьями». Так началась легенда... Легенда гласила, что трое воинов пали в пути к Лесу Смерти. И легенда гласила, что четверо воинов предали Императора и были убиты, и среди них был лучший мечник Империи, мальчик по имени Асчерит. По легенде, семерым оставшимся воинам удалось выполнить миссию и закрыть «разлом», и они вернулись на родину уже как «семеро героев».

Но теперь на границе вспыхнула новая война. Гражданская война. Восстание людей на границе охватывает всё большую площадь и, по слухам, в бой людей ведут те самые четыре воина, некогда предавшие императора «копья предательства».
Но тем временем в Святом Городе главный прорицатель Империи сделал пророчество: с границ Империи придёт ещё большее бедствие, но придёт вместе с тем и новый герой, что спасёт Империю.

## Мир
Средневековый фэнтезийный мир, населённый множеством народов, в том числе феями, высшими лунными эльфами, низшими эльфами, полукровками, «древними» — магическими разумными и не разумными животными.
Полукровки — это люди с древней кровью – смесь нелюдя и человека. Полукровки способны слышать представителей древней крови, а в тех в ком «сильна» древняя кровь так же могут говорить с эльфами.
Висчтеч — враждебная людям раса, представленная огромным количеством разных монстров и существ, похожих на людей или являющихся людьми.
В магии выделяют в основном лишь Техномагию висчтеч. Она используется преимущественно для разрушения, подчинения, часто требует жертв, в том числе с древней кровью, используется для привнесения модификаций в тело для приобретения новых способностей, позиционируется как насильственная и злая магия. К ней же относится некромантия. Используется в армии Сзаалендена как оружие.

Благодаря трудам мудрого Харгана, часть злой магии висчтеч была поставлена на службу людей для процветания империи. Эти устройства прочно вошли в быт граждан империи, и обыватели пользуются данными устройствами, не беспокоясь о том, что положено в основу их функционирования.
Прочая магия — данные о ней разрознены. Люди и полукровки ей обучаются. Если произносящий заклинание имеет «древнюю кровь», то заклинание получается значительно более мощным. Позиционируется как не злая и не добрая магия, способна вызвать разрушения, лечить, вносить изменения в тело человека, наделяя новыми способностями. Широко используется населением.
Основное действие происходит в человеческом королевстве Сзааленден , в котором правит 157 император Ларгор Третий. Среди граждан много полукровок, они презираемы людьми, но действующий император внёс закон, защищающий их права, им позволено носить оружие. Империя разделена на области, некоторые из них свободные, другими правят лорды, наследственные или назначаемые. Имперский трон не наследуется, действует избирательная система, состоящая из 8 имперских избирателей (электоров). Высшая аристократическая власть представлена также: круглым столом 13 семей, советом 10 королевских домов — высший законодательный орган, 7 героями. Использование магии висчтеч запрещено, а использование её для создания боевого вооружения армий строго регламентируется и требует специального разрешения.

## Основные персонажи
Коинзелл (Коинцель) (яп. ケインツェル Keintseru)
Главный герой, чёрный мечник, «герой границы», «убийца героев». До слияния с высшим лунным эльфом носил имя Асчериит и являлся носителем титула «Мастер меча». После выполнения миссии по обнаружению «Храма печатей» убит из засады вместе с Кфером, Гёсстав и Клентелом прежними товарищами по путешествию, которые испугались продолжать миссию. После слияния с феей летом 3972 году, восстановил человеческую форму 10 лет спустя. Но не может обладать тем уровнем мастерства владения мечом как в прежней форме. После того как услышал миф о «семи героях» решил отомстить им за то что они убили его с товарищами, присвоили себе их деяния и покрыли их имена позором.
Не интересуется что произошло за последние 20 лет его отсутствия, игнорирует слова Розена что легенда о семи героях морально поддерживает жителей страны. Но во время первого нападения на лорда Гленна становится свидетелем этого живого «щита». Проникается тем, что убийцы для него не достижимы, ведь их защищают люди, ради которых он и его друзья рисковали жизнями и умерли. Теряет смысл и желание жить. Впоследствии проникается чудовищностью преступления Штемвлеча и тем как глубоко он прогнил. Уверяется в верности своей мести. И далее уже не сомневается в справедливости своих действий, планомерно убивая предавших их святых копий.
Тем не менее, как настоящий герой, ценит жизни людей, если вынужден сражаться, то стремиться наносить как можно меньше вреда. «Плохишей» рубит без всякой жалости, за ним буквально «тянется кровавый след».
Штемвлеч (яп. シュテムヴェレヒ Shutemuverehi)
Граф, управляющий графства земледелия Моллан(Landgrafschaft Mollan), которое было отдано ему после возвращения с миссии в 3976г.

В юности был мелким вором. Первый из «7 героев» убитый Коинзеллом. 

Основная черта личности: непомерное высокомерие.

Его особой гордостью являлся большой доход с монастыря в г.Рельем-Велем, занимавшимся пропуском людей через "Тысячи каменных копий".

В графстве бушует восстание. Считает, что для людей это честь умереть ради него, что люди, которые живут вокруг его замка, его щит. Человеческая жизнь для него ничего не значит.

Полностью одержим целью укрепления своего тела через магию и поиском вечной жизни.

Демонстрирует презрение к людям Гленна из «ордена семи копий» и не понимание как Гленн может ценить и гордиться "этим"(людьми).

Узнаёт в Коинзелле Асчериита, но единственное что его трогает - это факт того, что тело Асчериита за все 20 лет не состарилось.
Перед смертью умолял Асчериита остановиться, ведь они были когда то друзьями.
Балистер (яп. バレスター Baresutā)
Граф, управляет орудийным графством Лемда(Batteriegrafschaft Lemda), специализирующее на артиллерийских орудиях, было передано в управление после возвращения с миссии.
Третий сын торговца, желал так же стать торговцем, но не проявил таланта в торговле, был отправлен на святую миссию в «Лес Смерти» своим отцом. Второй убитый Коинзеллом герой. 

После сообщения, что возможно он станет следующей целью «убийцы героев» помутился рассудком и стал видеть галлюцинации.
 
Очень малодушный человек.

Испытывает необъяснимый ужас перед Асчериитом, боясь возмездия, хотя тот мёртв уже 20 лет.
Войска Балистера занимались грабежом и разбоем населения, что вынуждало граждан покидать земли Балистера и искать убежища в других местах.

Жизни людей, в том числе собственных служащих и солдат ни во что не ставил и легко убивал.

Убит Коинзеллом во время галлюцинаций, после того как был брошен собственными людьми в разрушающейся башне.
Гленн (яп. グレン Guren)
Маркиз, управляющий княжества Жебр(Fürstentum Jebr), которое перешло под его управление в 3988г., через 16 лет после возвращения с миссии, по просьбе жителей. Из всех маркизов имеет самые минимальные шансы занять трон, из-за своего происхождения.

Третий герой убитый Коинзеллом.

Воспринимается, через призму видения Главного героя, как до крайности отрицательный персонаж, вызывает яркую антипатию.
После возвращения со священной миссии, в течение многих лет, вплоть до начала повествования, устранял беспорядки на границах и внутри империи, что является героическим поступком в глазах людей.
Лебелонт (яп. レベロント Reberonto)
Маркиз, наследственный лорд княжества Крозен(Fürstentum Krohzen).
Шестой герой, убитый Коинзеллом.
Обладает совершенно ненасытным болезненным эго. Основная черта личности: меркантильность. Его торгашество часто принимает уродливые формы, вплоть до слабо завуалированного шантажа, оскорбления собеседника.
Ишудиен (яп. イシューディーン Ishūdīn)
Граф, управляет графством драконов Лодин(Drachegrafschaft Lodien).

Имеет большой воздушный боевой флот из кораблей и драконов. Подчиняется Гленну как вассал.
Гуленгурв (яп. ギュレングルフ Gyurengurufu)
Граф, управляет графством лун Рогго(Mondgrafschaft Roggo), отвечает за корабль «Белый дворец», где находится и даёт предсказания Лунная провидица. 

Пятый «герой» убитый Коинзеллом. 

Внешность: лысый и полный. 

Персонаж в манге раскрыт слабо. Лебелонт считает его глупым. Сдержан, аккуратно выбирает слова, признаёт преимущество Гленна: в армии, информативности, организаторских способностях, что вызывает у него негативные эмоции, но высказывается об этом осторожно.
Ниргефильт (яп. ニルゲンフェレト Nirugenfereto)
Граф, управляет графством крепостей Зигхид(Burggrafschaft Zighiid). 

Четвертый «герой», убитый Коинзеллом. 

Основная черта характера: леность. Нерешителен, «витает в облаках», позволяет решать за себя другим, покорно и безразлично следует чужим решениям. Кажется будто он задаётся вопросами о правильности действий, с моральной точки зрения, однако, ответ не влияет на его действия.
Асчериит (яп. アシェリート Asherito)
Имеет звание «мастер меча». Брошен родителями. Найден в шахтерском городке в 3952г. Имеет невероятный талант к подражанию увиденному. Воспитывался кузнецом. В пять лет проявил талант к кузнечному делу и выковал меч из волшебного камня. С 7 лет в его воспитании участвует «мастер меча» Рудифт. В 12 лет (3964 году) поступил в школу меча мастера Рудифта «Дворец мечей» и через 3 мес. выполнил легендарный приём «Чёрное крыло». В 16 лет(3968 год) ушёл на войну с висчтеч, в составе миссии по поиску «Храма Печатей» с другими авантюристами. Присматривал за безопасностью Гленна по просьбе императора(который воспринимается им как герой). Летом 3972 году, погиб от рук товарищей, в том числе Гленн выколол глаз, Штемвлеч рубил на части. За то, что долго сопротивлялся и проклял убийц, тело было выброшено в овраг, а не похоронено. Во время падения столкнулся с феей: высшим лунным эльфом. После чего они слились в одно существо. С этого момента начинается история Коинзелла.
Кфер Эбнарисс (яп. クファー Kfer)
Лорд Жебра. Женат на леди Мириэде. Второй по силе мечник империи, после Асчериита. Гленн в «Лесу Смерти» уговаривает отказаться от продолжении миссии, намекая, что если бы не Асчериит, то звание сильнейшего мечника империи принадлежало бы ему, чем вызывает гнев Кфера.
Элгунах (яп. エルグナッハ Erugunahha)
Доверенное лицо императора. По распоряжению императора в 3964 году, уговаривал «мастера меча» Рудифта принять участие в «Великой войне» с висчтеч, в течение нескольких лет, неудачно так как мастер меча игнорировал все что касалось императора. Принёс себя в жертву в 3369 году что бы воздвигнуть магическую преграду, для спасения людей от нападений висчтеч, получившую название «Тысяча каменных копий».
Розен (яп. ロズン Rozun)
Один из первых, кто узнал о настоящей личности Коинзелла и реальных событиях 20-летней давности в «Лесу Смерти». Преданный вассал лорда Гленна, сохраняет преданность даже после смерти своего лорда. Благородный человек с высокими понятиями чести и морали. Хорошие навыки владения мечом, отмечается, что он очень быстр. Умеет сражаться с монстрами висчтеч.
Алджерант (яп. アルジュラント Arujuranto)
В 3988 году стал вассалом Гленна.

Капитан рыцарей «ордена семи копий». Изучал небесное пророчество по распоряжению лорда Гленна. После смерти лорда Гленна призвал остальных членов ордена остаться подле лорда Ишудиена.
Элзария Ранклейв (яп. エルサリア・ラハンクレーブ Erusaria Rahankurēbu)
Аристократка, расистка, дочь имперского избирателя Алекиальта Ранклейва и одной из «ордена 7 копий». На момент начала повествования ей 17 лет. Импульсивна, деятельна, надёжна. На риск идёт не колеблясь. Слабый оратор, но имеет некоторый успех. Высокий уровень владения оружием. Высокие моральные принципы, что не мешает ей презирать и ненавидеть полукровок, однако свои убеждения насчет полукровок озвучивает редко. 

Является лидером команды состоящей из ещё 3 рыцарей: Эльтшвен — маг, любит фей и людей с «древней кровью», неразлучен с Сьюфи — крохотной полукровкой между человеком и феей ветра, Дальст, Цалхрис. Командная работа этой группы «просто невероятна», по мнению Коинзелла. В 15 лет уже состояла в «ордене семи копий». Не разделяет преданности к лорду Гленну, но считала его мудрым и справедливым правителем, чья смерть принесет людям несчастья. После событий в Жебре считает Коинзелла своим героем. Знает что Коинзелл – «копье предательства» Асчериит.
Икфис (яп. イクフェス Ikufesu)
Нетерпелив, стыдится своей семьи, насмешлив, пренебрежителен к собеседникам, в поступках, по мнению Кверии Зейфореи, очень добр, старается идти «путём чести». Воспитывался матерью в одиночестве, его детство прошло в изоляции и нужде, мать учила семейному стилю владения мечом. Есть младший брат Элио от второго брака матери. До образования «ордена семи копий» поступил на службу лорду Гленну как «рыцарь-раб», последние 5 лет обучался стилю владения мечом школы мастера Рудифта у наставницы Глеи. Спокойно насмехается над лордом Гленном и не проявляет уважения, что игнорируется последним. После гибели Гленна, единственный из его окружения кому это совершенно безразлично. Выражает радость и восторг от того что "убийце героев" удалось сбежать после убийства его лорда, одержим лишь идеей победы над Коинзеллом и той выгодой что он с неё получит. Великолепно владеет рукопашным боем. Сильнейший мечник империи, владеет волшебным мечом мастера Асчериита. Во время второго сражения с Коинзеллом овладевает «черным крылом», проникается симпатией к Коинзеллу, и испытывает печаль после его смерти в Жебре. За совершение "чёрного крыла" получает титул «Мастер меча», за победу над Коинзеллом - рыцарство, а в качестве извинений от Лебелонта за "опасный выстрел из артиллерийного орудия" территорию.
Ато (яп. アト Ato)
Вторая наследная принцесса Кшалундо. После спасения её старшей сестры Шарен становится спутницей Коинзелла. В городе Джуллас-Абласс получает смертельное ранение в битве с Элзарией и Ко. Коинзелл делится с ней своей кровью, призывая принять её, «древняя кровь» модифицирует Ато. Становится ученицей главного героя.
Старший инструктор Глея (яп. グーリェ Gūrye)
Вначале наставница в фехтовании для младших учеников школы мастера Рудифта «Храм мечей». Обучала Асчериита, Гленна и остальных "святых копий". После «предательства» Асчерита и ухода мастера Рудифта от дел восстанавливала репутацию школы. Ненавидит и презирает Гленна за убийство Асчериита.
 Рейсгар  (яп. ラングザッツ  Ranguzattsu )
Чёрный мечник, очень силён. Владеет волшебным мечом с заточённой в нём феей. Знал Алтею в детстве. Был контрабандистом, перевозившим людей через границу. Потом продавал свои услуги монастырю. После разрушения «Тысячи каменных копий» (яп. 千の石槍  Sen no sekisō) отправился искать «новый источник финансовой поддержки», который и нашёл в лице Гленна.
 Алтея  (яп. アルテア  Arutea ,  Althea)
Несколько лет профессионально занималась перевозом людей через границу, пока «Тысяча каменных копий» не была разрушена. Помогла Виду и Коинзеллу с пересечением границы.

Коинзелл напоминает ей её погибшего возлюбленного.

Не помнит Рейсгара, но узнав, что он был контрабандистом, переметнувшимся на сторону монахов, считает его предателем.
 Ларгор Третий  (яп. ラルゴールⅢ世  Rarugōru Sansē )
Избранный 157-й император Сзаалендена. 

Был тем кто во время войны обратился к мудрому Харгану – величайшему ученому империи (который был вынужден бежать из столицы в 3965г., из-за раскрытия изучения им магии висчтеч). Благодаря технологиям и оружию висчтеч, которое было восстановлено Харганом империя начала выигрывать сражения. Харган был очень близок к Ларгору III. После окончания «Великой войны» в 3974г. Харган был убит наёмными убийцами из диссидентского общества, которых Ларгор III сразу же уничтожил. Ученое общество Харгана было ликвидировано. 

Имеет сына, но не выказывает к нему отцовских чувств. Перед отправлением на священную миссию просил Асчериита защитить Гленна. Лорд Лебелонт называет его «сильным и мудрым». Отец Балистера был им восхищен и искал одобрения, пытался произвести впечатление. Коинзелл считает его своим героем. Отношение «мастера меча» Рудифта вызывает вопросы, он полностью игнорировал императора, но причины не раскрыты. Феодалы приграничья (Демм, Громбарк и др. областей) считали, что император их предал, т.к. после «Великой войны» на которой они сражались, изъял их земли и перераспределил между своими людьми, в результате чего началась гражданская война, длившаяся 20 лет. 

После смерти единственного сына впал в уныние и забросил заниматься гос. делами, прогнулся под военным давлением, в результате чего лорд Лебелонт стал фактически полновластным правителем империи.

## Отзывы
Сайт Anime-Planet поставил среднюю оценку 7/10. Übel Blatt начал многообещающе, но закончил в беспорядке. На историю повлиял «Берсерк»: следует ожидать предательства, мести, насилия, изнасилований и фантастических монстров. Но где-то в середине приключение уступило место войне. За постоянными сражениями и мясорубками трудно следить. Чем больше дело идёт к концу, тем меньше всё объясняется — из ниоткуда появляются чудовища и магическое оружие, и сюжет становится непоследовательным.
Ребекка Сильверман из Anime News Network обратила внимание на то, что Übel Blatt изобилует множественными сценами секса и насилия, поэтому оправданно имеет рейтинг M и не подходит для детей. Главный герой похож на девочку и убивает многих, сталкиваясь с ужасами своего гнева. «Плохой парень» появляется в нулевом томе уже на 5 странице. Большинство женщин подвергаются изнасилованию. Хотя это не устраивает всех, но тёмное фэнтези Сионо Этородзи по-прежнему увлекательно. Рекомендуется поклонникам жанра, а также тем, кому понравился «Берсерк» или Wolfsmund. Повествование с самого начала действительно интересно. Прошлое Коинцеля и семи героев очень тесно связаны между собой, что напоминает роман Александра Дюма «Граф Монте-Кристо» — историю мести. Боевые сцены поставлены хорошо, персонажи почти никогда не бывают изображены одинаково. С другой стороны, фон уступает им. Автор использует большое количество серых и чёрных тонов.